# بورجوا
بورجوا هي شركة مستحضرات تجميلة فرنسية تملكها حالياً مجموعة كوتي الأمريكية. تصنَع شركة بورجوا مستحضرات التجميل ومنتجات العطور والعناية بالبشرة والتي تباع منتجاتها بما يقارب 23000 نقطة من المبيعات في أكثر من 50 دولة حول العالم. واعتباراً من عام 2015 تأسست العلامة التجارية في عام 1862 في عالم مسرح باريس والفنون المسرحية مع بعد أن أنتج جوزيف ألبرت بونسان بودرة للوجة دائرية الشكل، بعد مرور أكثر من 150 عاماً استمرت بورجوا في الابتكار وإنشاء منتجات ذات نكهة ويمكن الوصول إليها من أجل السماح للمرأة العصرية بالتعبير عن أسلوبها الداخلي وشخصيتها.
في عام 1929، طورت شركة بورجوا باريس عطرًا يسمى (الليل في باريس) Evening in Paris، و هذا أَسمه باللغة الإِنجليزية و أَسمه باللغة الفرنسية soir de paris المساء في باريس و تركييته العطرية الفاخرة اللتي تم تأَسيسها عام 1928 للتاريخ الميلادي و تتكون من المكونات الأَتية: الروائح الأولية هي الفواكه المنعشة، وتتميز بالبرغموت والمشمش والخوخ والروائح الخضراء و البنفسج، يتكون قلب الأزهار من الورد الدمشقي والياسمين ورقيب الشمس واليلانج يلانج وزنبق الوادي السوسن، تحتوي القاعدة على العنبر والمسك وخشب الصندل والفانيليا، وهو عطر  باللغة الفرنسية (parfum) و باللغة الإِنجليزية (Perfume)، وتم انقطاعه عام 1969 للتاريخ الميلادي بعد 41 عامًا من صنعه من عام 1928 للتاريخ الميلادي للعام 1969 للتاريخ الميلادي، و تم ترجيعه بعد إِنقطاع لمده 23 عامًا عام 1992 للتاريخ الميلادي بنسخة soir de paris 1992 بتركيبة كولونيا Cologne بعد ما كان منذ قبل تركيبة الكولونيا Cologne كان باللغة الفرنسية (parfum) و باللغة الإِنجليزية (Perfume)،  وبعد التعديل أَصبح المنتج ليس بتلك الرائحة العطرية الفاخرة و القديمة و النظيفة و  و المشهورة و الأَكثر إِستعمالاً في وقتها، ولكن بعد تغييرها باللغة الفرنسية (parfum) و باللغة الإِنجليزية (Perfume)، إِلى Cologne أَصبحت مُتغيرة تمامًا ولكن ستظل رائحة عطرية فاخرة حتى بعد تغييرها من الفرنسية (parfum) و باللغة الإِنجليزية (Perfume)  إِلى Cologne،  وهي كانت من قبل بنسخة soir de paris 1992 بتركيبة كولونيا Cologne كانت من قبل الفرنسية (parfum) و باللغة الإِنجليزية (Perfume) وعندما كانت بالفرنسية (parfum) و باللغة الإِنجليزية (Perfume)  كانت برائحة النظافة كالمشابه برائحة البودرة و الزهور المنعشة كالروائح الأولية هي الفواكه المنعشة، وتتميز بالبرغموت والمشمش والخوخ والروائح الخضراء و البنفسج،يتكون قلب الأزهار من الورد الدمشقي والياسمين ورقيب الشمس واليلانج يلانج وزنبق الوادي والسوسن،تحتوي القاعدة على العنبر والمسك وخشب الصندل والفانيليا، ولكنه من العطور الأَكثر إِنتعاشًا في العالم، الربما يكون هذا أَحد أكثر العطور شهرة في جميع أَنحاء العالم.
لقد حقق نجاحًا فوريًا وربما كان العطر المفضل خلال حقبة الحرب العالمية الثانية. حتى الآن يعدُ هذا العطر الساحر تذكيراً بقصص زمن الحرب، وقاعات الرقص، والجوارب الملحومة التي كانت ترتديها النساء في تلك الأيام وبالطبع الجنود.

## التاريخ
- عام 1862: ابتكر الممثل جوزيف ألبيرت بونسان منتج للبشرة من شأنه تبييض بشرة الفنانين والممثلين والممثلات من شركات الجادة وغيرها وذلك ليُغير الملمس الدهني في مستحضرات التجميل التي يستخدمها الفنانون على المسرح.[4]
- عام 1863: أطلق بونسان شركة مستحضرات تجميل خاصة به وذلك بتقديم عطور ومستحضرات تجميل للممثلين والممثلات.[5]
- عام 1868: كلّف بونسان ألكساندر نابليون بوليس بجميع أعماله وهو الآن شريك في المؤسسة.[6]
- عام 1879: انتشرت منتجاتهم إلى ما وراء المسرح وذلك مع إنشاء بودرة جافا رايس، وهو منتج لتفتيح البشرة وجعل ملمسها مخملي، كما اتسع سوقهم المستهدف ليشمل النساء وامتد إلى الأسواق الضخمة في جميع أنحاء العالم.
- عام 1917: استولى بيير ويرثمير وأخاه على إدارة الشركة، وكانت عائلة وورثمير أصحاب مجموعة شانيل قد تملك بورجوا لما يقارب 100 عام.
- عام 1924: صنع ايرنست بو عطر «مون بارفيوم» وكان أول عطر لبورجوا، وكان قد اشتهر سابقاً بصنعه لعطر شانيل رقم 5.[4]
- عام 1928، أنتجت شركة بورجوا عطرها الأكثر شهرةً، «سواغ دي باريس»، وحصل هذا العطر المعبأ في زجاجات زرقاء والذي عرف في الولايات المتحدة باسم «إيفنينق إن باريس» على نجاح كبير، وكان من العطور الأكثر شعبية في فترة الحرب العالمية الثانية وهو اليوم من أعلى العطور قيمة بين جامعي العطور.[7]
- عام 1936، تأقلمت بورجوا مع بداية نضال النساء في سبيل الاستقلال لتلائم احتياجاتهن السوقية من خلال الترويج لاستخدام مستحضرات التجميل من أجل المتعة وتأكيد الشخصية. كما دعمت الشركة حق المرأة في إدلاء صوتها من خلال إحدى حملاتها التسويقية في وقت كانت فيه الفكرة لا تزال تناقش تحت سقف البرلمان الفرنسي.
- عام 1938، تم التعاقد مع قسطنطين ويرجيوين كصانع عطور في بورجوا. وكان يستمر في صناعة عطور للشركة مثل «ماي وي» (1938) و «راميج» (1953).[4]
- وفي حلول عام 1960 أنتجت بورجوا مجموعة من العطور وصناديق الهدايا وحقائب ومنتجات التجميل.
- في عام 2014، اشترت شركة «كوتي» الأمريكية العلامة التجارية بورجوا من الأخوين «ويرثمير» بما يقارب 239 مليون دولار أمريكي.[8]

## روابط خارجية
- https://www.coty.com/in-the-news https://www.bourjois.com
- http://www.bourjois.com